# Zapowiednyj (obwód kurski)
Zapowiednyj (ros. Заповедный) – osiedle typu wiejskiego w zachodniej Rosji, w sielsowiecie nowoposielenowskim rejonu kurskiego w obwodzie kurskim.

## Geografia
Miejscowość położona jest 7 km od centrum administracyjnego sielsowietu (1-je Cwietowo), 18 km na południowy zachód od Kurska, 0,5 km od drogi magistralnej (federalnego znaczenia) M2 «Krym» (część trasy europejskiej E105).
W osiedlu znajduje się 19 posesji.
Klimat
Miejscowość, jak i cały rejon, znajduje się w strefie klimatu kontynentalnego z łagodnym ciepłym latem i równomiernie rozłożonymi opadami rocznymi (Dfb w klasyfikacji klimatów Köppena).

## Demografia
W 2010 r. osiedle zamieszkiwało 98 osób.